# Code Lyoko: Quest for Infinity
Code Lyoko: Quest for Infinity (en España Código Lyoko: Quest For Infinity) es un videojuego de acción basado en la serie de animación Code Lyoko, siendo el segundo videojuego basado en dicha serie. 
El juego ha sido desarrollado por Neko Entertainment y publicado por The Game Factory para las consolas Wii, PlayStation 2 y PlayStation Portable. 
La versión del juego en Wii llegó al mercado en noviembre de 2007 tanto en Estados Unidos como en Europa y Australia, mientras que las versiones del juego para PS2 y PSP únicamente llegaron al mercado de Estados Unidos en julio de 2008 y esta última, a España, a través de la empresa GAME el 28 de agosto del 2009.

## Trama
Code Lyoko: Quest for Infinity toma como base los acontecimientos de la cuarta temporada de la serie, en la que XANA intenta destruir por completo el mundo de Lyoko. Jeremy y Aelita consiguen reprogramar el sector 5, mientras que el único modo posible de localizar a XANA es explorando el Mar digital.
Y para conseguir destruir a XANA, hay que ir destruyendo las Replikas una por una hasta conseguir destruirlas todas. Son 5 Replikas: bosque, desierto, montañas, hielo y volcán. No hay Replika del sector 5. A diferencia de la serie, en el videojuego salen dos nuevas Replikas y desaparece una.

## Otros datos
- En este videojuego, a pesar de ser de la cuarta temporada, se mezclan imágenes de los personajes con la ropa de la segunda temporada.

- Se puede ir hablando con los otros personajes, conseguir regalos de su parte, ver las misiones completas y ver las que faltan. Y se puede compartirlas con algún amigo que tenga el mismo juego.